# Station Angel Road
Angel Road is een voormalig station van National Rail in Edmonton (Londen), Enfield in Engeland. Het station was eigendom van Network Rail en werd beheerd door Greater Anglia. 
Op 31 mei 2019 werd station Angel Road gesloten. Drie dagen later een nieuw station, enkele honderden meters ten zuiden ervan, Station Meridian Water, werd geopend.